# Господар (роман Пагутяк)
«Господар» — науково-фантастичний роман радянської та української письменниці Галини Пагутяк, вперше надрукований 1986 року.

## Сюжет
Події в романі відбувається у віддаленому майбутньому на двох віддалених планетах – Еридані та Селії. Головний герой роману – людина на ім'я Сава, яка відрізнялася від інших людей не лише тим, що народилася зеленоокою і з маленькими ріжками на голові, а й тим, що став першим жителем планети Селія. У віддаленому минулому, коли перші люди залишили перенаселену Землю та перебралися на благословенний Еридан, виявилося, що планета населена красивими й добрими тваринними антилопами, яких поселенці назвали ласками. Але з часом ласки стали заважати новому населенню Еридана і їх переселили на пустельну та нежиттєздатну Селію. Минуло чимало часу, коли на Селію прибуває експедиція, серед якої знаходився і геніальний юнак Сава. Вони виявили останню тисячу вижилих ласок, а після того, як природний катаклізм знищив наукову базу, Сава і Вітриниця залишилися єдиними жителями цієї планети. Минали роки. Вітриниця народжувала дітей, а Сава вирощував сади й оберігав ласок від вимирання. Росли діти, допомагали батькові та матері, долина на Селії, в якій вони жили, перетворилася на квітучий та плодоносний сад. Тим часом на планеті заснували інші поселення, а цю знамениту долину оголосили заповідником. Вітриниця померла, діти Сави пороз'їхалися у пошуках кращого життя, чоловіків та дружин. Помер, зрештою, і Сава, але його ім'я залишилося в історії, як засновника людського поселення на Селії.

## Цікаві факти
- За словами письменниці, перші фрази роману, який вона писала неподалік від Чорнобиля, у селі Стещина, їй наснилися[2].
- «Господар» був надрукований у 1986 році тиражем у 65 тисяч примірників, що є «…фантастичним і для сьогоднішньої України»[3].

## Сприйняття
Після публікації «Господар» завжди перебував у полі зору літературознавців. Так, Іван Дзюба у своїй рецензії на книгу відзначив талант авторки, а Ігор Качуровський звернув увагу на філософські аспекти, вважаючи роман «духовою фантастикою». 